# Pirro Gonzaga
Pirro Gonzaga (ur. w 1505 w Mantui, zm. 28 stycznia 1529 w Sabbionecie) – włoski kardynał.

## Życiorys
Był synem Lodovica Gonzagi i Francesci Fieschi. Jego kuzynem był kardynał Ercole Gonzaga. Już jako dziecko został przeznaczony do stanu duchownego; w młodości był protonotariuszem apostolskim. 5 września 1527 został mianowany biskupem Modeny. Zrezygnował jednak kilka miesięcy jeszcze przed otrzymaniem sakry. 21 listopada tego samego roku został kreowany kardynałem i otrzymał diakonię Sant'Agata alla Suburra. Zmarł dwa lata po otrzymaniu godności kardynalskiej w Sabbionecie.